# Comicios agrícolas
El comicio agrícola (preferiblemente en plural: comicios agrícolas) es una feria agrícola, así como una asamblea formada por los propietarios y agricultores de una región para intercambiar experiencias con el fin de mejorar los procesos agrícolas, y con motivo de este evento abierto al público, hacerlo festivo por diferentes animaciones: comicio floral, elección de la reina del comicio y sus princesas, arado, varios desfiles mecánicos (autos antiguos, equipo agrícola).
Estas ferias agrícolas tienen mucho predicamento y tradición sobre todo en Francia (denominado: "Comice agricole") y en Italia (denominado: "Comizi agrari").

## Orígenes de los comicios agrícolas en Francia
Ya antes de la Revolución Francesa existían las denominadas "Sociedades de Agricultura, Ciencias, Artes y Bellas Letras" que permitían reunirse a la mayoría de los estudiosos para intercambiar ideas y hacerlas fructíferas.
Así, en 1764, alguien escribió una "memoria sobre el cultivo de esparceta".
En 1784 se hizo un gran esfuerzo a favor de los campesinos víctimas de las inundaciones y en la sociedad rural, idealizada por la filosofía de Jean-Jacques Rousseau, la agricultura se encontraba, por así decirlo, sobre un pedestal.
En 1788, se creó un gran premio, que el propio rey Luis XVI de Francia presentó oficialmente al ganador. Fue en este momento que se organizaron las primeras ferias agrícolas en la generalidad de París. Pero los hombres educados, los que estaban comenzando a venir a la tierra, pronto se preocuparon por la pobreza cada vez mayor en el campo y se regocijaron por la difusión de ideas nuevas y progresistas.
Se produjo la Revolución en Francia, y los espectáculos agrícolas fueron abolidos en 1793, en un momento en el que cualquier reunión, corporativista o no, podía aparecer como sospechosa.
Bajo el periodo del Directorio, un hombre estaba particularmente apegado al futuro y al desarrollo de la agricultura en Francia. Este es François de Neufchâteau. Fue uno de los primeros de los que podrían llamarse "agrarios". Este burgués con espíritu innovador trabajó para revivir las Sociedades Agrícolas y se aseguró de que se convirtieran en verdaderos motores de innovación y desempeño. De hecho, fueron sin duda los instigadores de los avances logrados en ese momento.
Agulhon transcribe perfectamente la mentalidad de "post-revolucionaria" que podría prevalecer en estos últimos años del siglo XVIII :  

"Cuando en realidad, en las procesiones de las celebraciones oficiales, portadores de cisternas símbolos o grupos alegóricos son arrastrados por bueyes (con cuernos de oro) y decorado con ramas verdes, es el mundo de los campos que evoca invenciblemente toda la puesta en escena. Y con más razón, cuando la procesión de los "jornaleros", la pala o el azadón en el hombro, sigue la procesión de la Guardia Nacional en armas, luego, finalmente, viene a mezclarse con él para el intercambio simbólico de la herramienta y el rifle. Por tanto, esta mejora de la agricultura está lejos de reducirse a un simple incentivo para trabajar y producir. También surge de la expresión de un espíritu cívico impregnado de reminiscencias romanas en el que el ciudadano y el estadista son a la vez soldado y campesino”.

El Directorio dio paso al Consulado, que a su vez se desvaneció ante un nuevo orden, el Imperio. Entonces había más necesidad de armas que de azadas, y las preocupaciones agrícolas quedaron relegadas a posiciones subordinadas. En otras palabras, Napoleón I er estaba más preocupado por sus campañas por la campaña.
En 1815, Louis de Lorgeril organizó una feria agrícola en Plesder , en Ille-et-Vilaine , que a menudo se considera la primera feria agrícola en Francia  .

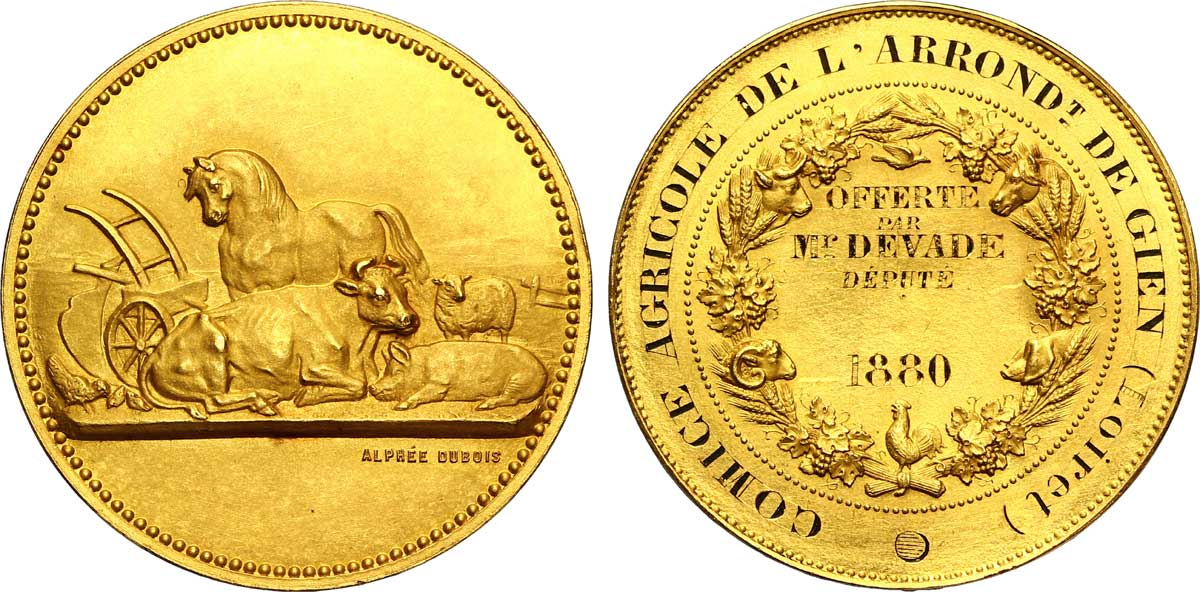
Símbolo del comicio agrícola del distrito de Gien, acuñado en oro en 1880. Descripción del anverso: Animales de granja (cerdo, buey, caballo y oveja), un arado en un área al aire libre. Descripción inversa: En el centro, leyenda en cinco líneas inscritas en una corona de ramas, orejas, frutos, animales de granja (gallo, cerdo, caballo, paloma, buey, carnero).

El 27 de diciembre de 1819, el duque Élie Decazes envió a todos los prefectos de Francia una circular numerada "115", que iba acompañada de un pequeño folleto elaborado por JB Huzard Fils, veterinario, corresponsal de la Real y Central Sociedad de Agricultura, que fue titulado: "Asambleas agrícolas en Inglaterra".
Este estudio quiso demostrar la utilidad de los concursos que se organizaron a través del Canal de la Mancha en todas las ciudades comarcales y detalló los métodos operativos de estas asociaciones.
El duque Decazes, ministro del Interior de Luis XVIII de Francia, insistió en la necesidad de reproducir este modelo inglés:

“Me parecía que si tales instituciones pudieran aclimatarse en un Estado tan ventajosamente situado como Francia, nuestra agricultura obtendría preciosos frutos de él. . Nuestros agricultores, al poner en común sus conocimientos prácticos y su experiencia, serían más apreciados y se preocuparían más por su condición. Todo lo que se utiliza para la alimentación humana mejoraría en calidad y aumentaría en cantidad. Nuestros mercados obtendrían suministros mejores y más abundantes y un aumento en la facilidad general sería uno de los felices resultados de las asociaciones agrícolas que hubiéramos tenido el buen ánimo de pedir prestado a nuestros vecinos”.

Unos meses más tarde, el 22 de mayo de 1820, una nueva circular nº 35, esta vez de la Oficina de los claros, fue firmado por el Secretario del Interior Ministro de Estado. De hecho, el señor Siméon se dirigió a todos los miembros correspondientes de la Consejería de Agricultura con el fin de provocar una reflexión real para el futuro establecimiento de los Comicios: 

“Es muy importante conocer la naturaleza de las producciones rurales y las especies de animales que En la feria se presentaría, qué tipo de estímulo podría dar el gobierno, dónde se realizaría la asamblea y cuándo se realizaría la reunión ”.

Sin embargo, se necesitó hasta 1830 para ver realmente florecer de nuevo aquí y allá en Francia Empresas Agrícolas. Gabriel Désert y Robert Specklin vieron esto como una forma utilizada por los nobles y legitimistas notables para rechazar el nuevo régimen, después de la Revolución de julio, también llamada los "  Tres Gloriosos  ".
Este regreso a la tierra permitió a estos "señores agricultores" apartarse de la vida política parisina y, al mismo tiempo, dedicarse mejor a hacer crecer y desarrollarse su propiedad. Una nueva forma de concebir la cultura estaba ahora incrustada en la mente de los terratenientes.
Este fenómeno, que alguna vez se denominó “agromanía”, desarrolló una visión más eficiente y más capitalista de la producción agrícola. Así, a partir de 1830 , el reinado de Luis Felipe I de Francia representó un verdadero punto de inflexión para la agricultura francesa. En este contexto, se organizaron los primeros “concursos de arados” y se nombraron inspectores generales de agricultura. Las primeras granjas modelo aparecieron casi al mismo tiempo.
El 31 de mayo de 1833 se promulgó el reglamento destinado a la creación de espectáculos agrícolas.
La circular n.° 26, enviada por el ministro del Interior a los prefectos el 24 de junio de 1836, sirvió como una especie de recordatorio para los que estaban retrasados en este verdadero plan de emancipación de la agricultura nacional.
Hoy probablemente hablaríamos de "esquemas nacionales de desarrollo rural" o algo por el estilo. "Cualquier atraso en realidad sólo puede obstaculizar el avance de estas instituciones a las que el gobierno debe amparo y aliento", precisó el ministro, quien pidió expresamente a los representantes del Estado una mayor persuasión entre los círculos agrarios.
Parece que la primera feria agrícola que tuvo lugar en Francia, se organizó en el departamento de Nièvre.

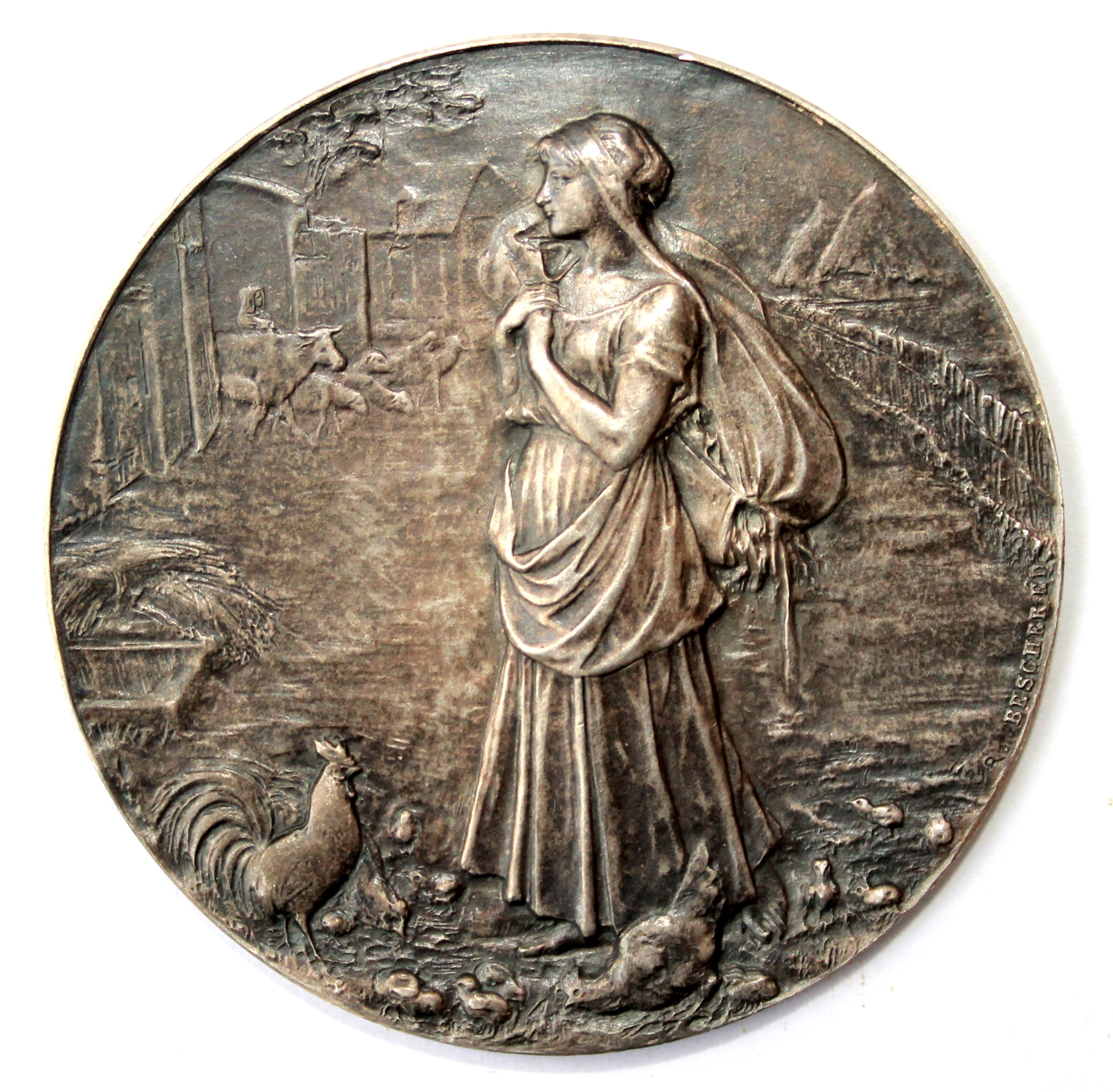
Medalla del Comicio Agrícola de 1888 por Oscar Roty.

El principio de este gran evento rural fue iniciado por André Dupin, eminente jurista, miembro del distrito de Clamecy y presidente de la Cámara de Diputados bajo Luis Felipe I. El 9 de junio de 1839, en la sala de adjudicación de la ciudad de Clamecy, se había creado una empresa, a la que se le había dado el nombre de “Comice d'Arrondissement de Clamecy”. Se trataba de 

" establecer relaciones frecuentes e íntimas entre los propietarios y los cultivadores y, al mismo tiempo, de estimular el papel de todos los que se dedican a la agricultura y la ganadería, fomentando y difundiendo el mejoramiento de los aperos agrícolas y de la agricultura. mejores métodos de rotación, para poner en común y difundir al máximo los conocimientos adquiridos sobre la mejora de las razas de ganado mediante un cruce bien combinado ”. La voluntad de estos padres fundadores se cumplió ya que indudablemente condujo a la creación de la raza Charolais ..

 La fecha de la primera competición estaba tan decidida a ser establecida el 1º domingo de septiembre de 1839.
En la Segunda República, sus leyes del 25 de febrero, 10 de marzo, 20 de marzo y 25 de marzo de 1851, dotó aún mejor a estas organizaciones de existencia legal. Incluso les dio la posibilidad de elegir miembros de las cámaras de agricultura . Solo un año después, el decreto del 25 de marzo de 1852 les quitó esta atribución. Es cierto que mientras tanto, el 2 de diciembre de 1851, el golpe de Estado de Napoleón III había pasado por este ...
De todos modos, se tomó el hábito y no es sin cierto entusiasmo, pero con verdadera alegría, que los trabajadores de la tierra comenzaron a llevar terneros, vacas, cerdos, a la capital del cantón. Donde los pobladores de la semi-ciudad los esperaban por pavimentando las calles.
Correspondía a la gente del campo, cuya intensa actividad e incesante trabajo nadie se hubiera atrevido a disputar, celebrar la Agricultura y otorgar justas recompensas a quienes se habían distinguido tanto por la inteligencia como por la terquedad de su trabajo. ¿No era cierto que durante largos siglos la gente de la tierra había sido ignorada tanto como se les había contado. Si sus miserables condiciones de vida eran notorias, nadie quería simpatizar con su dolorosa existencia.
El principio de estos encuentros había sido concebido bajo la Restauración, realmente se materializó bajo el Segundo Imperio y, sin embargo, ya presagiaba las grandes fiestas republicanas.

Los Comice agricoles en Francia.'
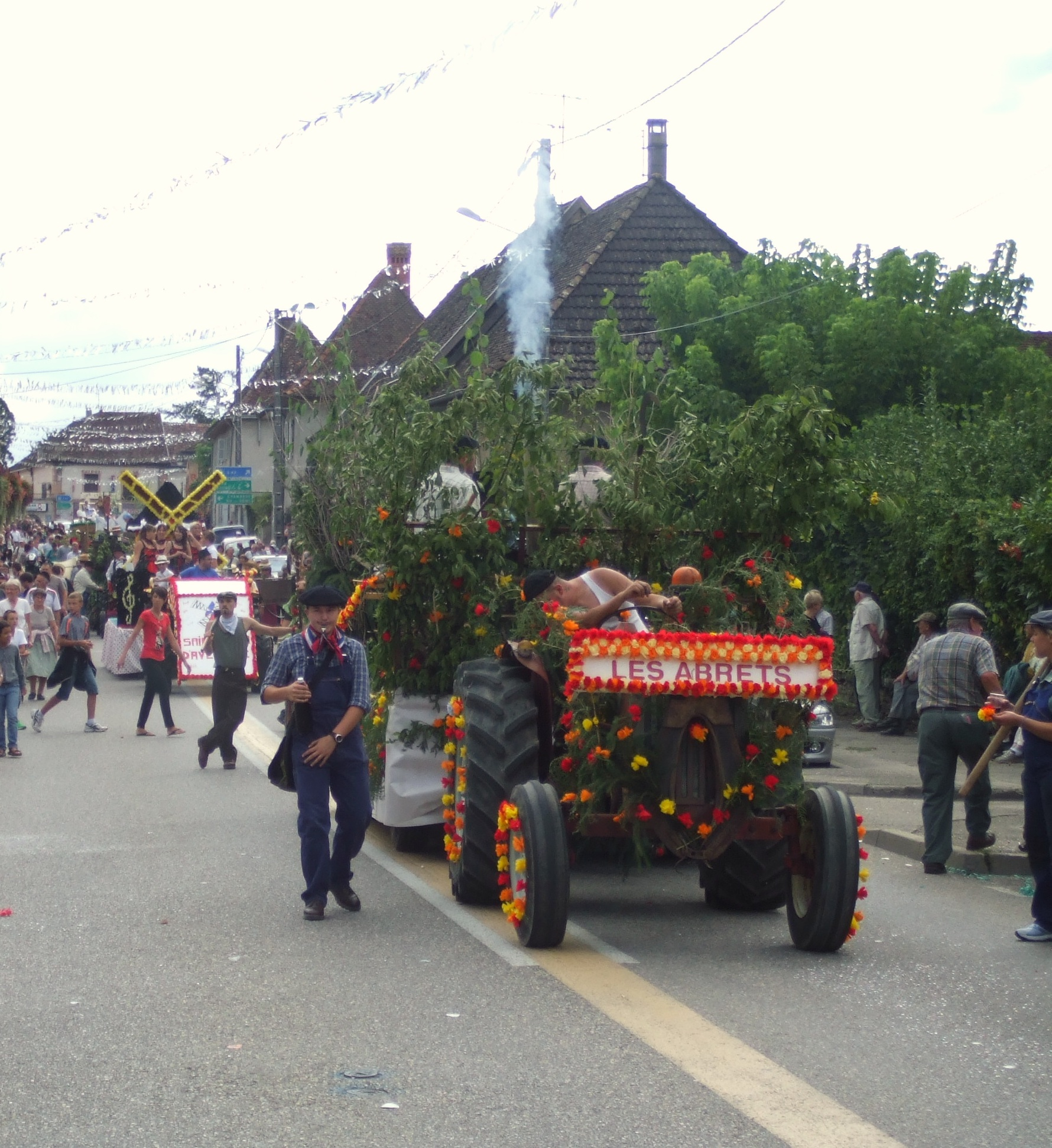
Comicio florido atravesando la ciudad de Aosta (Isère) en septiembre de 2012. Una de las actividades festivas de la feria agrícola del cantón de Pont-de-Beauvoisin que rota anualmente entre sus 14 municipios.
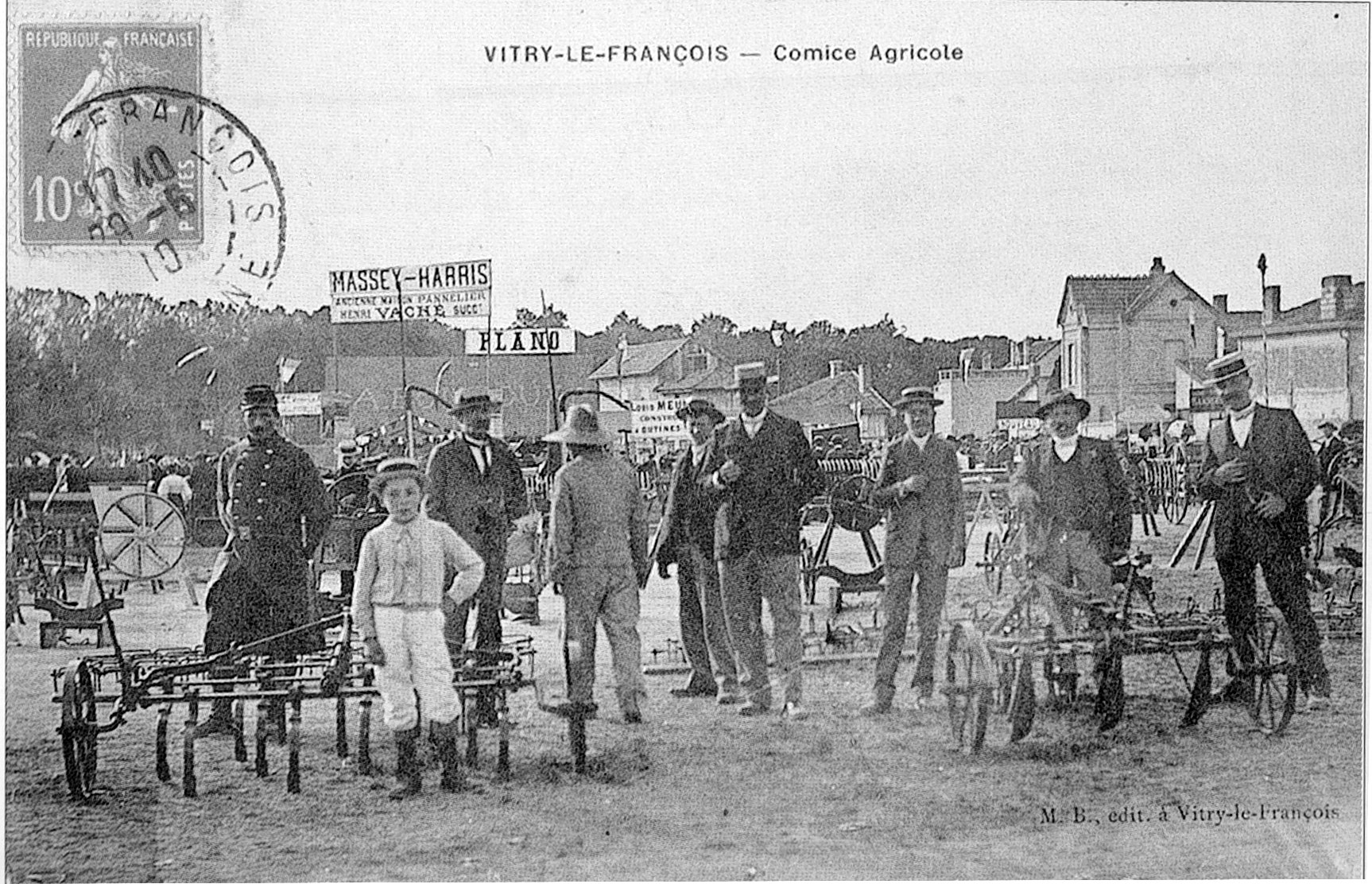
El comicio de Vitry-le-François en 1910.

## Orígenes de los comicios agrícolas en Italia
El origen del nombre "comizi agrari" viene del francés ("comice agricole"). En Francia los primeros ejemplos datan de 1788, pero se suprimieron en 1793 cuando todas las organizaciones, corporativas o de otro tipo, fueron vistas como sospechosas de ir contra la revolución.
Una circular del Duque Decazes, ministro del Interior, favoreció el establecimiento en cada capital de instituciones a favor de la agricultura.
En 1830 se estableció la "Sociétés d'agriculture" y el 31 de mayo de 1833 se emitió el reglamento para establecer los "comices agricoles".
En Italia, y siguiendo el modelo francés ya consolidado, los "comizi agrari" fueron una institución creada en el siglo XIX en apoyo de la agricultura y para la difusión de técnicas e innovaciones en el campo agrícola.
Establecidos por Real Decreto 3452 de 23 de diciembre de 1866, debían establecerse en cada uno de los distritos capitalinos, quedando con las aportaciones de los socios y la ayuda de las instituciones públicas.
Tenían la tarea de presentar al gobierno las innovaciones de carácter general y local que consideraban capaces de mejorar el destino de la agricultura, recolectando para el gobierno las noticias que se requerían en interés de la agricultura, brindando información entre los campesinos para difundir. los mejores cultivos, los métodos de cultivo más adecuados, las herramientas más modernas y perfeccionadas, promoviendo exposiciones y concursos de maquinaria y herramientas agrícolas, verificando finalmente que se respetara la normativa policial sanitaria.  Entre los ministros que se distinguieron en la promoción de mítines agrarios se encontraba mazziniano Stefano Castagnola.
Fue el resurgimiento de instituciones más antiguas como las pertenecientes a la "Associazione agraria di Torino" (Asociación Agrícola de Turín). Los mítines más activos crearon una " cátedra ambulante ", pagando a un licenciado en ciencias agrícolas que realizó conferencias en los pueblos rurales de la provincia ilustrando los nuevos métodos agrícolas. Los profesores itinerantes más famosos, Tito Poggi, Antonio Bizzozero, Vittorio Peglion, fueron los primeros abanderados, en el campo, de la renovación de la agricultura italiana . De particular importancia fue el encuentro agrario en Cremona, ciudad donde se dedica una calle a esta institución. Con raras excepciones, especialmente en el valle del Po, el "Comizio Agrario" tuvo una vida difícil, luego reemplazado por el más vital de los consorcios agrícolas , constituidos en forma de cooperativas.
El "Comizio Agrario" de Piacenza creó en 1885 una sección de compras colectivas dirigida por Giovanni Raineri, que era el núcleo, de hecho, del futuro consorcio agrícola de Piacenza y de todo el Federconsorzi.